# Puerto Neko
Puerto Neko es una entrada ubicada en la costa noreste de la bahía Andvord, y a 9 kilómetros del cabo Van Beneden, en la costa oeste de la península Antártica.

## Historia y toponimia
Fue descubierto y cartografiado de forma imprecisa en febrero de 1898 por la Expedición Antártica Belga, al mando de Adrien de Gerlache de Gomery. Fue nombrado por el geólogo escocés David Ferguson en 1921, en referencia al barco ballenero escocés Neko, de la empresa Christian Salvesen, que operó en el área durante varias temporadas entre 1911 y 1924.
Actualmente es un sitio turístico.

## Instalaciones
El 4 de abril de 1949 la Armada Argentina instaló el refugio naval Capitán Fliess, aún habilitado tras ser reconstruido en varias ocasiones.

## Reclamaciones territoriales
Argentina incluye al puerto en el departamento Antártida Argentina dentro de la provincia de Tierra del Fuego, Antártida e Islas del Atlántico Sur; para Chile forma parte de la comuna Antártica de la provincia Antártica Chilena dentro de la Región de Magallanes y de la Antártica Chilena; y para el Reino Unido integra el Territorio Antártico Británico. Las tres reclamaciones están sujetas a las disposiciones del Tratado Antártico.
Nomenclatura de los países reclamantes: 
- Argentina: puerto Neko[8][9]
- Chile: puerto Neko[10]
- Reino Unido: Neko Harbour[3]